# Parco La Fontanella
Il parco La Fontanella è uno dei parchi pubblici della città di Castel Goffredo.
È situato nel centro cittadino ed è attraversato dal torrente Fuga che ne fa da confine verso ovest e utilizzato a protezione delle mura della città-fortezza.

## La storia

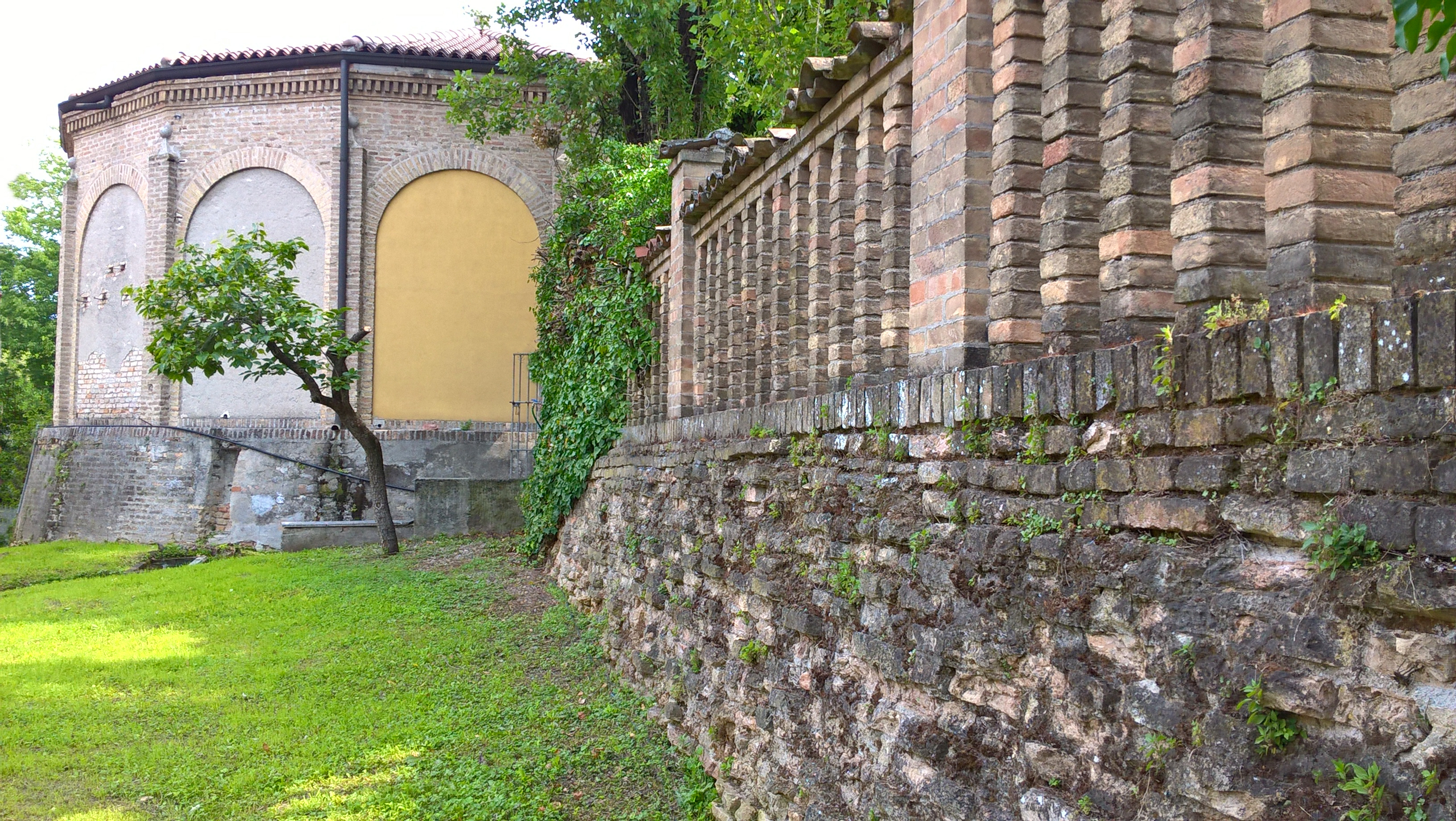
Torrione di Sant'Antonio lato sud con un tratto di antiche mura

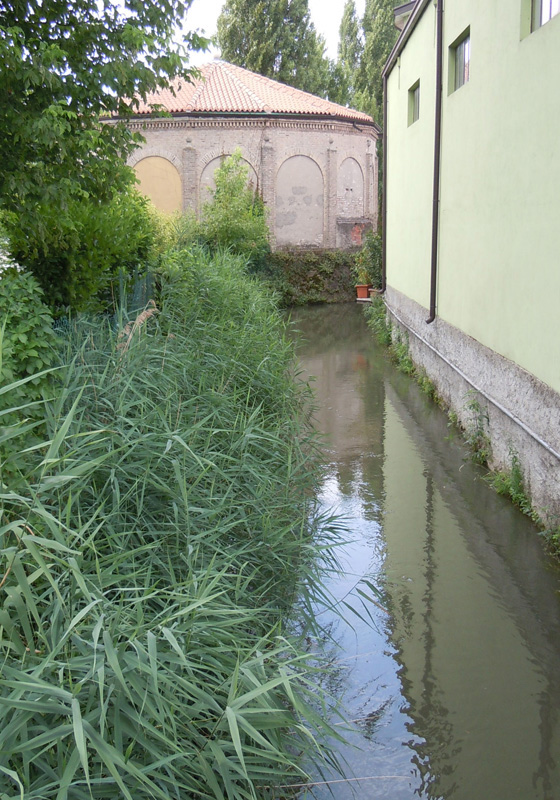
Castel Goffredo, ex Torrione di Sant'Antonio lato nord con fossato di difesa alimentato dal torrente Fuga

All'interno del parco è presente un'antica testimonianza della struttura difensiva della città. Infatti la costruzione circolare coperta con arcate ("la rotonda") corrisponde al basamento dell'antico Torrione di Sant'Antonio che, assieme ad altri sei nel XV secolo, apparteneva alla seconda cinta muraria difensiva di Castel Goffredo, abbattuta a partire dal 1893. Delle antiche mura gonzaghesche rimane un tratto visibile alla sinistra del torrione, verso il torrente Fuga.
La struttura venne utilizzata nel 1930 come colonia estiva elioterapica ed utilizzata per saggi ginnici. Dopo un periodo di abbandono, dagli anni cinquanta è utilizzata per manifestazioni culturali, ricreative e concerti all'aperto.

## Flora e attrezzature
Nella estensione del parco, sono diverse le specie arboree presenti. Tra le tante, segnaliamo la robinia, il pioppo cipressino e il pioppo nero, i platani.
Esiste un'area attrezzata per il gioco dei bambini, una pista da ballo e un bar aperto nella stagione estiva.
Del complesso fa parte anche una sala polivalente utilizzata per serate musicali, convegni e riunioni, nonché un edificio adiacente adibito a magazzino.